# 元嵩
元 嵩（げん すう、469年 - 507年）は、北魏の皇族。字は道岳。任城王元澄の弟。

## 経歴
任城王拓跋雲の次男として生まれた。孝文帝のとき、中大夫から員外常侍の位を受け、歩兵校尉に転じた。494年（太和18年）、安定王拓跋休が死去したとき、葬儀が終わらないうちに野外で遊びほうけていたため、孝文帝の怒りを買って免官された。後に沔北平定の戦いに従軍して戦功を重ね、左中郎将に任じられて、武衛将軍を兼ねた。
499年（太和23年）、孝文帝が南朝斉を討つと、元嵩は南朝斉の陳顕達の軍を撃破し、功績により高平県侯の爵位を受けた。南征の帰途に孝文帝の病が重くなり、元嵩は馮皇后に死を命じる使者をつとめた。
宣武帝が即位すると、元嵩は武衛将軍のまま侍中を兼ね、平南将軍・荊州刺史として出向した。元嵩は南朝斉の蕭宝巻兄弟と結んで蕭衍を討ち、漢水の南の地域を一挙に手に入れる策を上奏して、裁量権を与えられたが、蕭衍が建康を占領したため、取りやめられた。平北将軍・恒州刺史に任じられた。平東将軍・徐州刺史に転じた。さらに安南将軍・揚州刺史となった。
505年（正始2年）、南朝梁の湘州刺史の楊公則が2万の兵を率いて洛口に駐屯し、姜慶真が兵5千を率いて首陂に駐屯した。また南朝梁の左軍将軍の騫小眼や軍主の何天祚・張俊興らが兵7千を率いて陸城を包囲した。元嵩は統軍の封邁や王会らに8千の兵を率いて梁軍を討たせた。封邁らが陸城に到着すると、梁軍は夜間に撤退をはじめた。封邁らはこれを追撃して破り、数千人を捕らえた。楊公則と姜慶真は馬頭に撤退した。南朝梁の徐州刺史の昌義之が高皇に駐屯し、三軍を派遣してひそかに陰陵に侵攻させた。淮水が涸れて水深が浅く、戦艦の通行ができなかったため、馬頭に駐屯した。南朝梁の将軍の田道龍・何景先らが兵3千を率いて衡山に到着し、陸城を攻撃した。元嵩は統軍の李叔仁らを派遣して合肥・小峴・楊石を救援させた。南朝梁の征虜将軍の趙草が黄口に駐屯すると、元嵩は軍司の趙熾らを派遣してこれを討たせた。先に派遣していた統軍の安伯醜が夜間のうちにひそかに渡河すると、下蔡に兵を伏せた。趙草が兵4千を率いて趙熾らを迎え討つと、安伯醜と下蔡戍主の王虎らが前後から挟撃して撃破した。李叔仁らは硤石の梁軍に対して夜襲をしかけ、またこれも撃破した。南朝梁の姜慶真は肥汭に拠り、冠軍将軍の曹天宝は鶏口に駐屯し、軍主の尹明世は東硤石に駐屯した。元嵩は別将の羊引に淮西におもむかせ、趙熾に兵1万を率いて前後から呼応させた。元嵩率いる魏軍は合流分撃して南朝梁の4カ所の塁を討ち、4塁の梁軍はそれぞれ敗走した。姜慶真は敗残の軍を淮水の下流に集めたが、下蔡戍主の王略がまたこれを撃破した。
507年（正始4年）3月、元嵩は、蒼頭の李太伯らによって、妻の穆氏や子の元世賢とともに殺害された。享年は39。車騎将軍・領軍の位を追贈された。諡は剛侯といった。

## 妻子

### 妻
- 穆氏

### 子
- 元世賢
- 元世儁
- 元世哲（東魏の武定年間に吏部郎となった）

## 伝記資料
- 『魏書』巻19中 列伝第7中
- 『北史』巻18 列伝第6
- 故使持節都督揚州諸軍事安南将軍贈車騎大将軍領軍将軍揚州刺史高平剛侯之墓誌（元嵩墓誌）